# Quartier Saint-Jacques (La Réunion)
Pour les articles homonymes, voir Quartier Saint-Jacques et Saint-Jacques.
Le quartier Saint-Jacques est un quartier populaire de Saint-Denis, le chef-lieu de l'île de La Réunion, département d'outre-mer français dans le sud-ouest de l'océan Indien. 

## Localisation et patrimoine

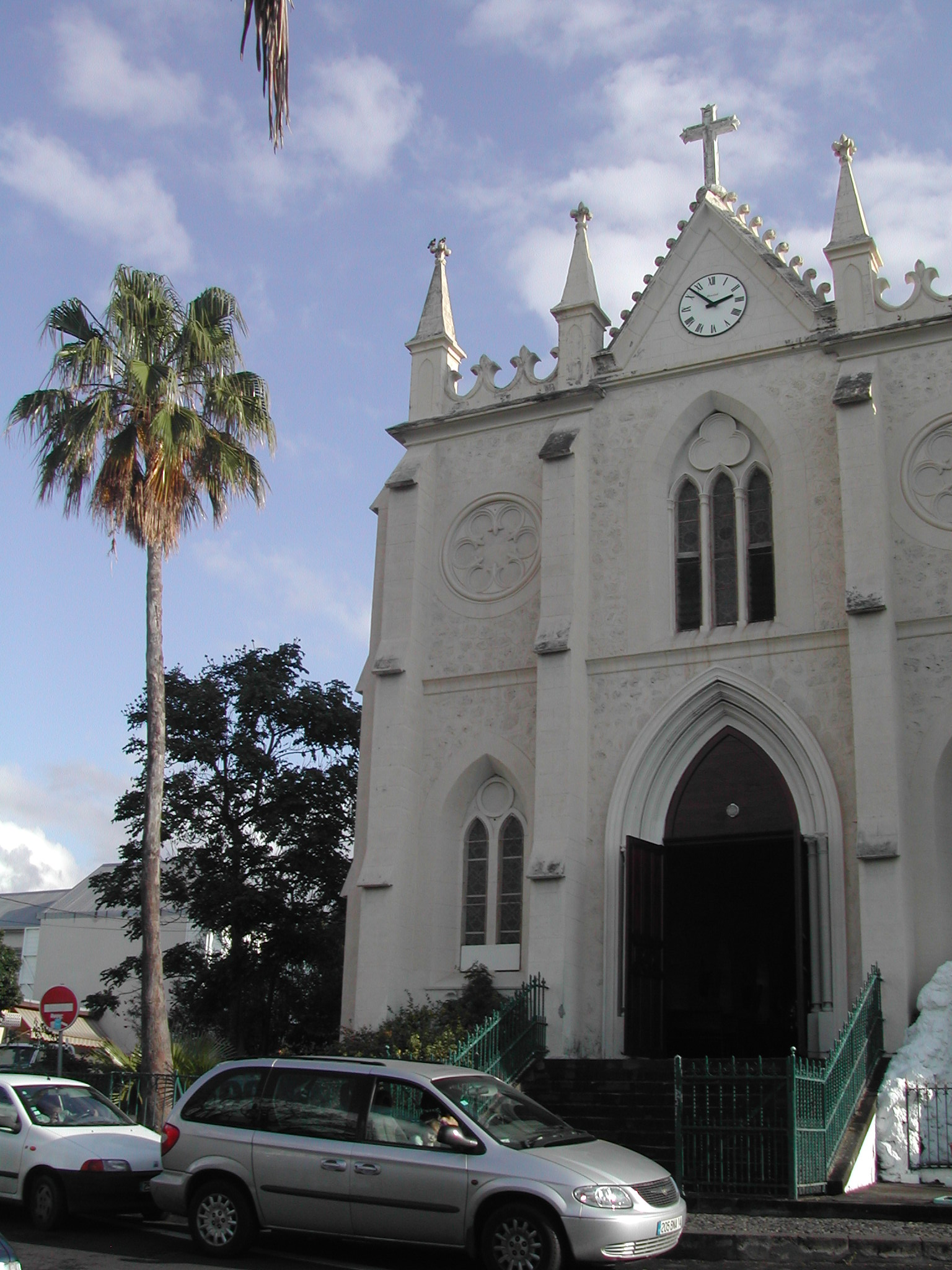
Au bout d'une rue en pente dont le nom honore le même saint, l'église Saint-Jacques est l'église du quartier.

Situé entre le centre-ville et Sainte-Clotilde, ce quartier tire son nom de la paroisse et de l'église homonymes, l'église Saint-Jacques. 
Il accueille aussi une chapelle inscrite au titre des Monuments historiques, la chapelle Saint-Thomas-des-Indiens.